# Établissements de Bellechasse
Pour les articles homonymes, voir Bellechasse (homonymie).
Les établissements de Bellechasse (EPB) sont un complexe pénitentiaire suisse situés à Sugiez, sur les communes de Mont-Vully et de Galmiz dans le canton de Fribourg. Les détenus incarcérés après leur condamnation y sont placés dans un régime ouvert ou semi-ouvert et travaillent au fonctionnement de l'exploitation agricole dépendante.

## Présentation
Les établissements de Bellechasse sont un groupement d'installations pénitentiaires situés à Sugiez (Fribourg),. Ils accueillent des détenus condamnés à des peines d'emprisonnement.
Imaginés sur le modèle de l'établissement pénitentiaire de Witzwil, les établissements de Bellechasse sont de type ouvert et semi-ouvert et possèdent une exploitation agricole,,. Ainsi, les conditions de sécurité qui y sont appliquées sont minimales et les détenus effectuent des travaux agricoles afin de faire fonctionner l'exploitation. Plusieurs autres ateliers de travail existent, afin notamment d'assurer les réparations et l'outillage nécessaire aux travaux agricoles. L'exploitation agricole permet par ailleurs aux établissements de Bellechasse de fonctionner de manière presque indépendante en ce qui concerne l'alimentation (excepté certains produits spécifiques comme le riz ou l'huile).
En 1966, l'établissement de Bellechasse pouvait accueillir 340 détenus (300 hommes et 40 femmes). Depuis 2010, la capacité d'accueil de l'établissement est augmentée de 203 détenus,.
Les détenus sont répartis entre les différentes sections de l'établissement :
- le bâtiment cellulaire de 100 places
- le bâtiment « Le Pavillon » (40 places)
- les sections destinées à l'exécution anticipée des peines (40 places)
- le bâtiment « La Sapinière » pour les détenus souffrant de dépendance à la drogue (20 places)

Une infirmerie ainsi que des installations disciplinaires existent également sur le site.
En 2012, les établissements de Bellechasse comptaient 130 collaborateurs dont 80 gardiens. Contrairement à leurs collègues de nombreuses autres prisons, le concept de milieu ouvert implique que les surveillants sont également des professionnels des métiers réalisés sur le site.
En 2018, le coût de la détention au sein de l'établissement (secteur ouvert) était estimé à 330 francs suisses par jour et par détenu.
La religion et la spiritualité font partie intégrante du parcours des détenus à Bellechasse,. La pratique religieuse est donc accompagnée par les responsables de l'établissement qui veillent à mettre à disposition des détenus les moyens de pratiquer leur culte. Toutefois, le directeur de la prison indique que ce soutien ne doit pas engendrer de revendications communautaristes ou particularistes.
En 2002, près de 43 % des détenus étaient catholiques, 32 % musulmans et 14 % réformés. Avec l'augmentation des détenus musulmans, l'ouverture vers l'islam du personnel pénitentiaire a été encouragée par les responsables de la prison.

## Exploitation agricole

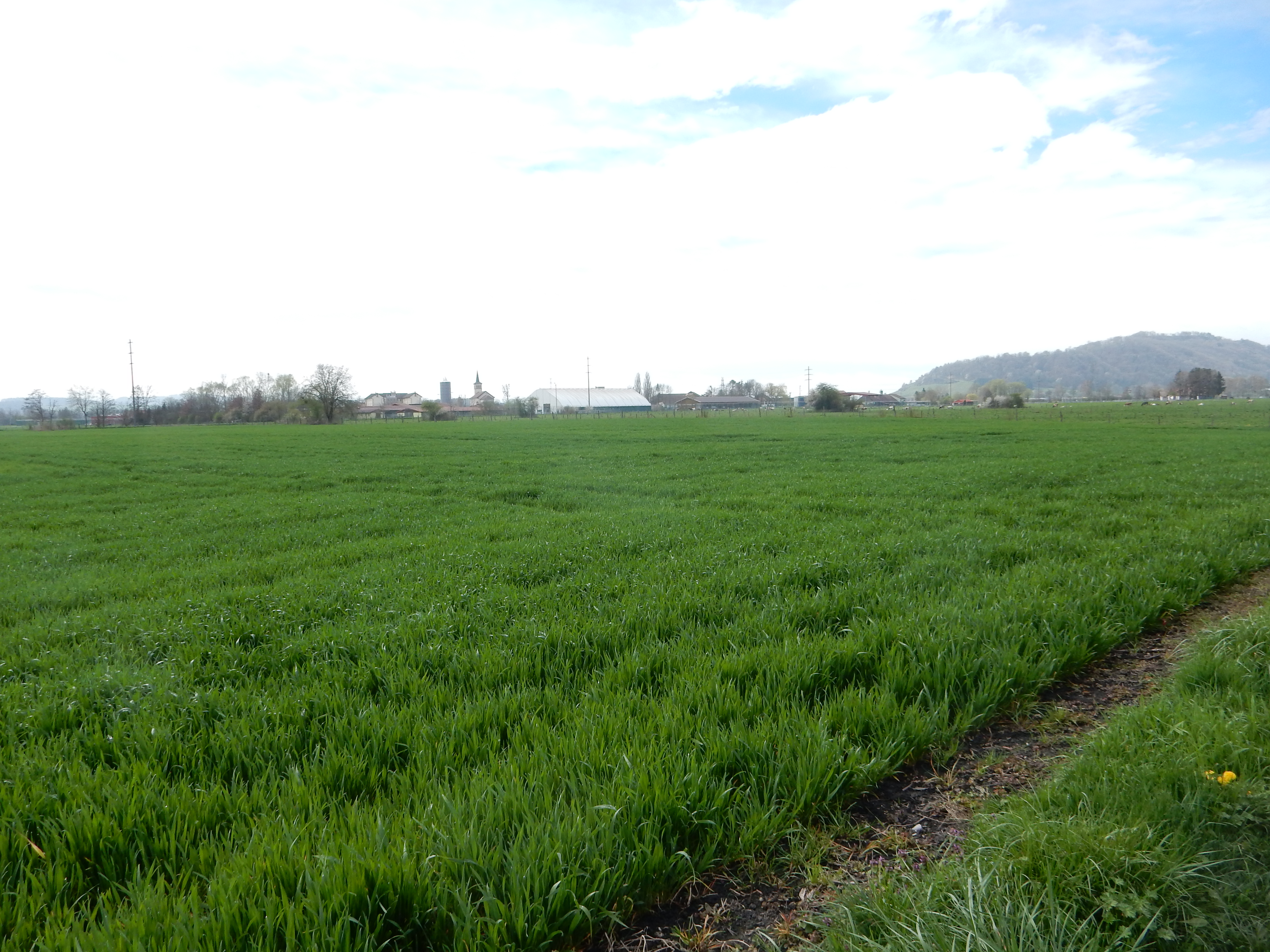
Bellechasse, à droit le Mont Vully (2024)

Les établissements de Bellechasse intègrent une exploitation agricole de 700 hectares. Il s'agit de la deuxième plus grande exploitation helvétique, derrière l'autre exploitation pénitentiaire de l'établissement de Witzwil situé non loin en territoire bernois. L'exploitation agricole étant l'une des plus importantes de Suisse, des formations à destination des agriculteurs peuvent se dérouler sur ses installations.
Les activités agricoles qui y sont menées sont principalement des cultures céréalières, maraîchères et fruitières ainsi que de l'élevage (bovin, ovin, porcin et avicole). Sur les 700 hectares que compte l'exploitation, environ 365 sont utilisés directement pour les besoins agricoles. Environ une centaine sont dévolus aux cultures céréalières et 17 aux activités de maraîchage. Des chevaux ainsi que des ruches sont également présents sur le site.
Si l'exploitation agricole est l'activité principale, l'établissement dispose de plusieurs autres ateliers soutenant celle-ci. Ainsi, les travaux de réparation, de menuiserie, de peinture, etc., sont également réalisés par des détenus. Pour réaliser toutes ces activités, les détenus doivent manier des outils tranchants et des objets dangereux, encadrés par les surveillants. Ceux-ci expliquent toutefois que les problèmes sont peu fréquents et les tentatives d’agression du personnel rares.
Différents projets d'activités liés aux travaux agricoles sont également menés. Ainsi, un chauffage à copeaux ainsi qu'une centrale de biogaz fonctionnant avec le lisier et des déchets organiques générés sur l'exploitation ont été mis en service à partir des années 2010.
Un magasin de vente de produits artisanaux et agricoles pour le grand public existe sur le site de la prison. En 2015, un magasin de vente en ligne a été ajouté. L'objectif de ce projet est avant tout de mettre en lumière le travail de resocialisation effectué au sein de l'établissement et de valoriser le travail des détenus.
L'exploitation agricole emploie pour les activités agricoles environ 40 détenus et une vingtaine de professionnels et surveillants. Les autres détenus sont employés dans les différents ateliers. Les horaires de travail s'étendent de 7h35 à 17h (le lever est à 6h30 et le repas du soir à 18h), entrecoupés d'une pause pour manger le midi.
À Bellechasse, la rémunération journalière des détenus atteint 25 francs suisses (les détenus ont l'obligation de travailler). Ces sommes, qui peuvent être amputées en cas de sanction disciplinaire, permettent aux détenus d'améliorer leur confort et leur vie quotidienne (location de télévision par exemple), d'économiser un pécule disponible pour leur sortie et de s’acquitter de frais judiciaires comme des indemnités aux victimes.
Au-delà des revenus que peuvent générer ces activités (et ainsi aider le fonctionnement budgétaire de la prison), les concepts du travail en milieu ouvert et de l'exploitation agricole offrent de bons résultats pour la resocialisation et la réinsertion des détenus aux yeux de la direction,. Le directeur de l'établissement explique notamment que les détenus apprécient travailler à l'extérieur des installations pénitentiaires, et la liberté offerte pendant quelques heures en journée. De plus, le contact avec les animaux - notamment les chevaux - est important pour certains et les aide à maîtriser leur anxiété et leur violence. Enfin, la vente des produits, au grand public notamment, permet de valoriser les activités des détenus et de renforcer leur estime de soi.

## Histoire

### Colonie pénitentiaire agricole
En prévision de la construction d'un établissement pénitentiaire, l'état de Fribourg acquiert le domaine de Bellechasse à proximité de Sugiez en 1895. Ces terres sont nouvelles et ont été gagnées sur les marais à la suite des travaux pour la correction des eaux du Jura. À partir de 1898, les autorités cantonales ouvrent sur le site une colonie pénitentiaire de type exploitation agricole, sur le même principe que l'établissement de Witzwil ouvert par les bernois quelques années auparavant. Initialement doté d'une simple construction de bois pour le logement, le site de Bellechasse prend rapidement de l'importance. Deux dortoirs et une chapelle sont construits en 1900 et la colonie accueille bientôt 108 détenus.

### Établissement pénitentiaire

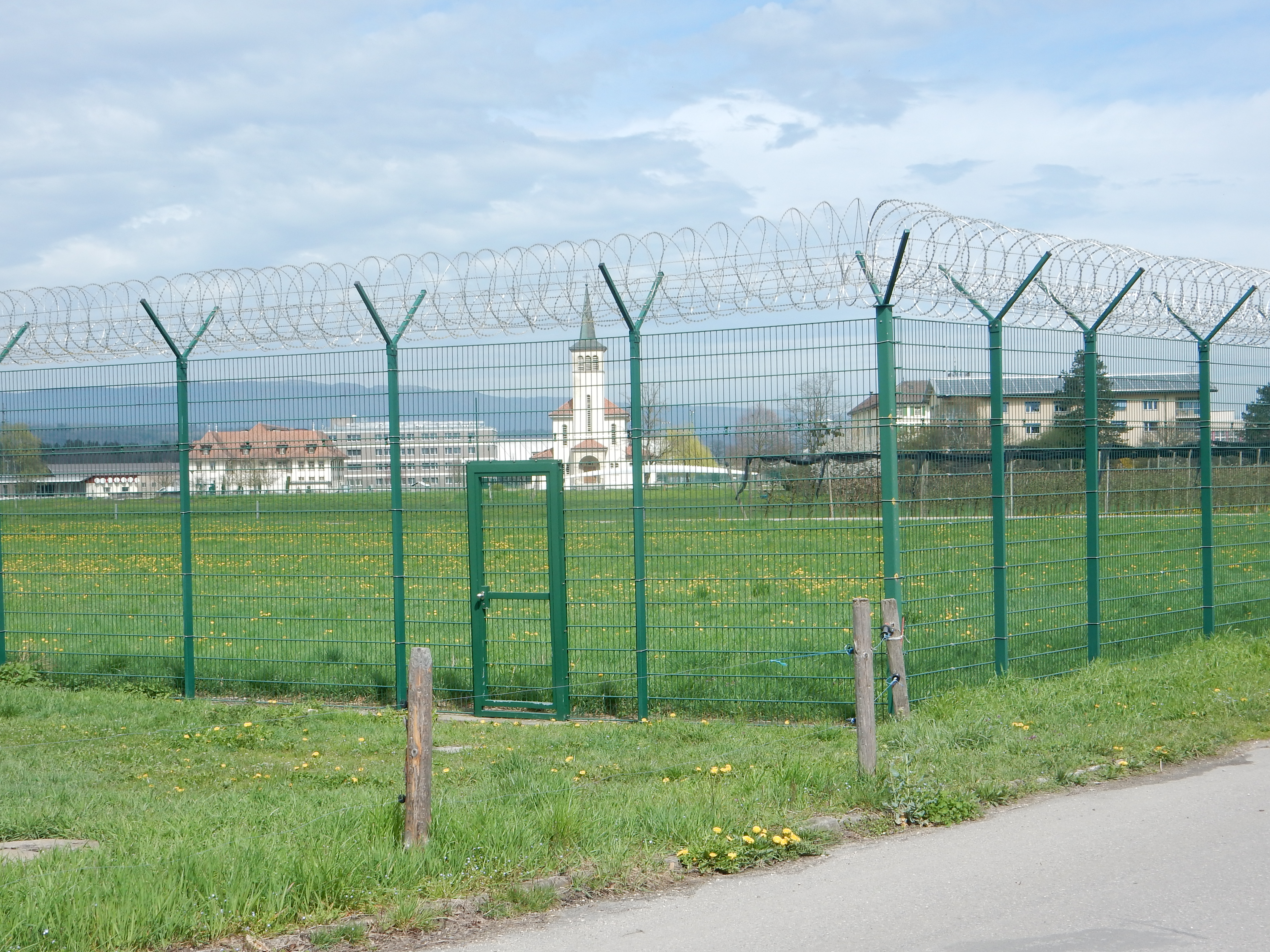
Bellechasse (2024)

En 1915, le système pénitentiaire fribourgeois est profondément réorganisé. La maison de force et la maison de correction installées à Fribourg sont fermées, la prison centrale de Fribourg est ouverte pour l'incarcération des prévenus et les condamnés sont envoyés sur le site Bellechasse. Pour soutenir ces évolutions, des travaux sont entrepris les années suivantes afin de doter le site des infrastructures nécessaires pour l'accueil de la population carcérale fribourgeoise,. Un pavillon destiné à la détention des femmes est bâti en 1916, un nouveau bâtiment cellulaire pour les forçats, prisonniers et colons en 1919 ainsi que le bâtiment « la Sapinière » pour les personnes souffrant d'alcoolisme en 1920. L'État agrandit également le domaine de 293 hectares en achetant et attribuant des alpages de Teysachaux en 1919. Sur le plan du travail agricole, l'établissement exploite différentes cultures maraîchères et procède également à l'élevage de bovins. Le culte occupant une place importante dans le concept de l'établissement, une église vient remplacer la chapelle en 1933,.
À partir de 1933, des internés sont placés à Bellechasse, principalement dans les installations de l'ancienne colonie. Ce type de placement cesse en 1955 pour les mineurs et en 1970 pour les autres internés. La suppression des internements administratifs à Bellechasse conduit à la fermeture des installations de l'ancienne colonie. Une année plus tard, c'est le pavillon destiné aux femmes qui ferme ses portes.
De 1983 aux années 2000, les fonctions et la vie de l'établissement évoluent peu. Plusieurs séries de travaux de rénovation et de modernisation sont tout de même entreprises, comme la construction d'un nouveau bâtiment (« L'Annexe ») en 1987, la réorganisation et la rénovation de « La Sapinière » (pour les personnes toxico-dépendantes aux opiacés) en 2000. En 2010, après 2 ans de travaux, l'établissement ouvre un nouveau bâtiment de 40 cellules destinées à l’exécution anticipée des peines. Cette nouvelle extension a pour ambition de lutter contre la surpopulation carcérale qui touche le canton.
Toutefois, la problématique de la surpopulation carcérale reparaît dès 2014,,. À cette difficulté récurrente s'ajoute également des problématiques sécuritaire et médicale. En effet, il apparaît que la séparation entre les zones fermées et ouvertes de l'établissement n'est pas suffisante. De plus, les établissements de Bellechasse ne disposent pas d'installations leur permettant d'accueillir des détenus présentant des troubles psychologiques. Un projet de construction et d'aménagement des installations de Bellechasse est alors présenté devant le Grand conseil fribourgeois qui vote les premiers crédits d'études en 2016.
Sur le plan administratif et législatif, le Grand conseil fribourgeois procède à une importante réorganisation du secteur pénitentiaire en 2016. À cette occasion, la prison centrale et les établissements de Bellechasse sont regroupés au sein d'une même structure en 2018. Cette tendance au regroupement des activités carcérales, observé dès 2016 avec le projet d'ouverture d'une unité pour la détention préventive à Bellechasse, s'accélère les années qui suivent. À la suite de l'évasion d'un détenu dangereux de la prison centrale en 2017, plusieurs députés fribourgeois demandent la fermeture de la prison centrale. De leur côté, les autorités indiquent travailler à un projet de complexe pénitentiaire unique à Bellechasse, intégrant notamment les travaux déjà envisagé en 2016. Ce projet est finalement présenté en janvier 2020 puis accepté par le Grand conseil en mai de la même année,,. Ainsi, plusieurs travaux vont être lancés sur le site, et les établissements de Bellechasse seront l'unique site pénitentiaire fribourgeois à l'horizon 2025.

## Incidents et évènements majeurs

### Problématiques sécuritaires
En juin 2014, un détenu est libéré par erreur des établissements de Bellechasse. L'homme est arrêté quelques jours plus tard par la police genevoise et réincarcéré à Bellechasse.
La même année, le Ministère public genevois ouvre une information judiciaire à l'encontre d'un détenu incarcéré à Bellechasse. Les autorités soupçonnent l'homme de diriger un trafic de drogues depuis sa cellule.
L'existence d'un trafic organisé de stupéfiants (notamment du cannabis, haschich mais également de petites quantités de méthadone, de benzodiazépine ou de cocaïne) au sein des établissements de Bellechasse est révélée en 2017. À la suite de la découverte de drogue lors d'une fouille générale, la police fribourgeoise mène des investigations qui la conduise à présenter devant la justice 28 personnes.
En 2018, un trafic de téléphones portables et de produits dopants est démantelé. Le détenu responsable de ce trafic profitait de son activité dans les champs pour récupérer les objets et substances et les faire entrer à l'intérieur de la prison.

### Évasion
À la fin mai 2012, 5 détenus s'évadent de l'établissement. Les hommes s'échappent de leur atelier de travail après avoir bénéficié d'une complicité extérieure qui a découpé un grillage voisin et laissé une voiture.

### Décès au sein des établissements de Bellechasse
Le 16 novembre 2011, un jeune suisse de 26 est retrouvé mort dans sa cellule. L'enquête met en évidence que le détenu est mort d'une intoxication médicamenteuse à la suite d'une prescription de méthadone trop importante par un psychiatre intervenant dans l'établissement. Lors du procès, les juges reprochent au médecin son manque de prudence dans le dosage de sa prescription. Outre le fait que la quantité prescrite de méthadone était plus élevée que la norme, le praticien aurait dû tenir compte des interactions médicamenteuses. Celui-ci défend son action en expliquant que sa prescription visait à éviter que le jeune homme ne soit tenté de se procurer davantage de produits par l'intermédiaire du trafic interne. De plus, le médecin indique que le personnel ne l'a pas informé quant à l'évolution de la santé du jeune homme. Il est finalement condamné à 240 jours-amende de 120 francs suisses pour homicide par négligence, conformément aux réquisitions du Ministère public.

## Internements administratifs à Bellechasse
À partir des années 1910, la confédération introduit dans son dispositif législatif la possibilité d'interner administrativement des individus,. Cette disposition, qui conduit à la privation de liberté pour la personne visée, ne désigne pas la sanction d'un crime ou d'un délit commis mais celle d'un mode de vie (pauvreté, rébellion, irrespect des normes sociales pour les femmes). Les historiens indiquent notamment que l'alcoolisme était un motif fréquent d'internement administratif dans le canton de Fribourg.
Cette pratique de l'internement administratif, abolie en 1981, est largement critiquée par les historiens,. Outre le fait qu'elle ne renvoie à aucune incrimination et qualification pénale solides, la décision d'internement pouvait relever de l'arbitraire dans certains cantons. Par exemple, pour le canton de Fribourg, le préfet décidait seul de l'internement ou non d'une personne. Par ailleurs, les internés pouvant être employés au sein d'entreprises privées, les directeurs d'établissements recherchaient parfois activement des mandats afin d'assurer une certaine rentabilité à leur institution. Ce fonctionnement pouvait ainsi conduire à certains abus.
À partir des années 1930, les autorités fribourgeoises ont recours à l'internement administratif sur le site de Bellechasse. Sur place, les internés sont soumis au même régime de détention que les condamnés de droit commun. Les conditions de vie qu'ils décrivent sont difficiles et empreintes de violences,. À Bellechasse, les internés ont travaillé pour des entreprises telles que Micarna, Selecta ou Saia.
Les internements à l'établissement de Bellechasse cessent progressivement à partir des années 1950, et voient les installations qui leur étaient dédiées démantelées,. C'est d'abord l'internement des mineurs qui est arrêté en 1955, puis l'ensemble des internements en 1970.

## Prisonniers notables
- Jean-Louis Jeanmaire
- Daniel Bloch et Jacques Fasel de la bande à Fasel[37]